# 白鹤洞街道
白鹤洞街道是中国广东省广州市荔湾区下辖的一个街道（旧属芳村区），位于荔湾区南部（广州市西南部）。辖区总面积3.1平方公里，下辖9个社区，常住人口3.4万人。
白鹤洞得名是由于清朝时年，该地土地肥沃，水草繁盛，引来白鹤觅食以及群居，清廷亦因此曾于该地建筑招鹤亭。后来逐步有人迁徙而至。
白鹤洞有很多美丽的传说，例如白鹤仙等。

## 行政区划
白鹤洞街道下辖以下地区：
鹤洞社区、鹤建里社区、观鹤一社区、观鹤二社区、山顶社区、金光社区、金达社区、鹤平社区、鹤翔社区和广船社区。

## 教育
白鹤洞区域内有两所名校紧依在一起，是为广州市培英中学（校本部）以及广州市真光中学，均于十九世纪七十年代所建立。
此外还有广船中学等多所学校。
此外，广州钢铁厂在此也曾有广钢中学、广钢小学，但随着钢铁厂的迁移以及关闭等，广钢中学则由真光中学接收，成为其附属的小学以及初中部，并更名为真光实验学校。而广钢小学则物归原主交由基督教女青年会接收（民国时期为女青年会所拥有土地）。

## 工业
广州钢铁集团有限公司前身广州钢铁厂也曾于此建立生产基地。2008年经由国家发改委审批，获准归入上海宝钢。

## 交通
白鹤洞邻近鹤洞大桥以及珠江隧道，交通便利。

### 地铁
- █广佛地铁：鹤洞站
- █广州地铁11号线：鹤洞东站

## 住房
白鹤洞地区房价较同为广州南部的海珠区房价便宜。也因此，目前有很多海珠区人士过江购房居住。